# Józef Pilich
Józef Pilich (ur. 27 maja 1894 w Pierśćcu, zm. 9–11 kwietnia 1940 w Kalininie) –  starszy przodownik Policji Województwa Śląskiego, działacz niepodległościowy, ofiara zbrodni katyńskiej. 

## Życiorys
Syn Józefa i Marii ze Stawowioków urodzony 27 maja 1894 w Pierśćcu, w ówczesnym powiecie skoczowskim Księstwa Górnego i Dolnego Śląska. Ukończył siedem klas szkoły wiejskiej.
Od 7 września 1914 walczył w szeregach 3 pułku piechoty Legionów Polskich. Do 14 listopada 1921 służył w Żandarmerii Krajowej Księstwa Cieszyńskiego, w stopniu wachmistrza. Następnie w Policji Województwa Śląskiego. Służbę pełnił kolejno w Oddziale Administracyjnym Komendy Głównej (do 15 stycznia 1923), w Komisariacie Granicznym Bytom Dworzec, podległym Komendzie Miasta Królewska Huta (do 29 grudnia 1923), jako zastępca kierownika Komisariatu Zawodzie (13 listopada 1924), na Posterunkach Żory, Pszczyna i Mikołów, w ekspozyturze śledczej Komendy Powiatowej w Rybniku (do 19 kwietnia 1927), w Katowicach, na stanowisku komendanta Posterunku Żory (do 30 listopada 1932), w ekspozyturze śledczej Komendy Powiatowej w Pszczynie (do 15 czerwca 1934), w sekcji śledczej Posterunku Oficerskiego Mikołów (1934–1938). 1 stycznia 1932 awansował na starszego przodownika. 20 grudnia 1938 został przeniesiony do Wydziału Śledczego we Frysztacie i tam służył do września 1939.
20 września 1939 w Borszczowie został aresztowany. 25 listopada przybył z więzienia w Czortkowie do juchnowskiego obozu przejściowego. 21 grudnia został wysłany do obozu w Ostaszkowie, do którego przybył 27 grudnia 1939. 8 lub 9 kwietnia 1940 został przekazany do dyspozycji naczelnika Zarządu NKWD Obwodu Kalinińskiego. Między 9 a 11 kwietnia 1940 został zamordowany w Kalininie (obecnie Twer) i pogrzebany w Miednoje. Od 2 września 2000 spoczywa na Polskim Cmentarzu Wojennym w Miednoje.
Był żonaty, miał dwoje dzieci.
5 października 2007 Prezydent RP Lech Kaczyński mianował go pośmiertnie na stopień aspiranta Policji Państwowej. Awans został ogłoszony 10 listopada 2007 w Warszawie, w trakcie uroczystości „Katyń Pamiętamy – Uczcijmy Pamięć Bohaterów”.

## Ordery i odznaczenia
- Krzyż Niepodległości – 9 listopada 1931 „za pracę w dziele odzyskania niepodległości”[7][8][9]
- Krzyż Walecznych[3]
- Medal Pamiątkowy za Wojnę 1918–1921[3]
- Medal Dziesięciolecia Odzyskanej Niepodległości[3]